# Alvinio Misciano
Alvinio Misciano (Narni, 29 agosto 1915 – Milano, 10 gennaio 1997) è stato un tenore italiano.
Interprete lirico di fama mondiale, possedeva una voce di bel timbro, non particolarmente estesa ma duttile, che gli consentiva di ricoprire ruoli sia drammatici che brillanti.

## Biografia
Dopo aver studiato a Roma all'Accademia nazionale di Santa Cecilia con Gino Scolari e alla Scuola dell'Opera con Mario Basiola, debuttò nel 1945 nella La fanciulla del West di Giacomo Puccini al Teatro dell'Opera di Roma. Aggregatosi a una compagnia italiana, fece esperienza all'estero toccando il Sudafrica e l'Australia rientrando in Italia nei primi anni cinquanta .
Nel 1956 interpretò Mephisto alla Scala ne L'angelo di fuoco di Prokofiev e nel 1957 il Padre Confessore nei Dialoghi delle Carmelitane di Francis Poulenc. Nel 1958 si esibì a Chicago, a Londra e alla Piccola Scala di Milano nel ruolo di Fadinard ne Il cappello di paglia di Firenze che Nino Rota adattò da omonima farsa di Eugène Labiche .
Il decennio successivo fu quello più attivo per Alvinio Misciano. Dopo aver cantato a Genova, Brescia, Spoleto, Atene e Firenze, fu scritturato presso il Théâtre des Champs-Élysées a Parigi per interpretare l'Opera di Aran composta da Gilbert Bécaud sulla base della sceneggiatura del film L'uomo di Aran di Robert J. Flaherty. Interprete preferito da Strehler per le sue regie liriche, fu attivo in un ampio repertorio di opere, soprattutto del periodo settecentesco .
Negli stessi anni sessanta conobbe un giovane e ancora sconosciuto Luciano Pavarotti che lo ha sempre considerato il suo maestro. Oltre a esibirsi nei più prestigiosi teatri del mondo, partecipò a molte riduzioni televisive di opere liriche fino al 1977, quando improvvisamente decise di ritirarsi dopo la perdita della madre, che in trent'anni di carriera lo aveva sempre seguito . Nel 1997, in un periodo di depressione, morì precipitando dalla finestra del quarto piano della sua casa di Milano.
La sua unica figlia, Maria Cristina, sposò il conduttore Cino Tortorella. 
Nel 2013 è stata celebrata una commemorazione in suo onore promossa dall'Associazione "Repubblica di Narni" per i 60 anni trascorsi dall'ultima recita che fece nel Teatro Comunale di Narni, Tosca e Bohème di Giacomo Puccini.
Sempre nel 2013 Marco Piantoni biografo storico del Tenore, ha scritto un libro biografico in onore del Maestro Alvinio Misciano.
Nel 2014, in suo onore, a Narni viene organizzata la prima edizione del "Festival Alvinio Misciano", manifestazione promossa dall'Associazione “Talenti d'Arte” in collaborazione con la Associazione “Repubblica di Narni”, Associazione Musicanimus e il Comune di Narni: l'evento si articola in tre concerti (sabato 5 aprile e sabato 31 maggio al Teatro comunale “Giuseppe Manini” e il 29 giugno all'Auditorium San Domenico) eseguiti dall'Orchestra “Talenti d'Arte” (venticinque professionisti con esperienze pluriennali in formazioni orchestrali e solistiche) diretta dal maestro Marco Gatti.
Il 30 agosto 2015 al Teatro Comunale di Narni si è celebrato il centenario della sua nascita.
Il 26 agosto 2018 è stata intitolata una sala del teatro Comunale di Narni al Maestro Alvinio Misciano.

## Repertorio

### Opera lirica
Giuseppe Verdi:
- La traviata
- Falstaff

Gioachino Rossini:
- Il barbiere di Siviglia
- L'italiana in Algeri
- La cambiale di matrimonio
- La pietra del paragone
- L'occasione fa il ladro

Gaetano Donizetti:
- Lucia di Lammermoor
- L'elisir d'amore
- Don Pasquale

Giacomo Puccini:
- Tosca
- Gianni Schicchi
- La rondine
- La Bohème
- Madama Butterfly

Altri compositori:
- Lo frate 'nnamorato di Giovanni Battista Pergolesi
- Il matrimonio segreto di Domenico Cimarosa
- La molinara di Giovanni Paisiello
- Don Giovanni di Wolfgang Amadeus Mozart
- La sonnambula di Vincenzo Bellini
- L'amico Fritz di Pietro Mascagni
- Werther di Jules Massenet
- Mignon di Ambroise Thomas
- La morte delle maschere di Gian Francesco Malipiero
- I dialoghi delle Carmelitane di Francis Poulenc
- Il cappello di paglia di Firenze di Nino Rota

### Operetta
- Il pipistrello di Johann Strauß
- La vedova allegra di Franz Lehár